# Góry Krystaliczne
Góry Krystaliczne (fr. Monts de Cristal; hiszp. Montes de Cristal) – pasmo górskie w Afryce na terenach Gabonu i Gwinei Równikowej. Ciągnie się z północnego zachodu na południowy wschód na ponad 200 km. Najwyższy szczyt - Mitra (1200 m n.p.m.) w Gwinei Równikowej. 
Na terenie Gabonu w 2002 roku utworzono Park Narodowy Gór Krystalicznych. Ochroną objęto tu 1200 km² lasów równikowych, porastających zbocza Gór Krystalicznych. Na dużych wysokościach przez większą część roku utrzymują się mgły, co sprawia, że panują tu doskonałe warunki do rozwoju roślin lubiących wilgoć, takich jak orchidee i begonie. Występuje tu również duża różnorodność gatunków motyli. 